# گورستان مرکزی وین
گورستان مرکزی وین (به آلمانی: Wiener Zentralfriedhof)، یکی از بزرگترین گورستانهای جهان از نظر مقایسه با تعداد است و در بین نزدیک به ۵۰ قبرستان وین مشهورترین مدفن‌گاه این کشور است.

## نام و مکان
نام این گورستان از لحاظ اهمیت به عنوان بزرگترین گورستان وین توصیف می‌شود، نه از نظر موقعیت جغرافیایی، زیرا در مرکز شهر پایتخت اتریش واقع نشده‌است، بلکه در حومهٔ شهر وین، در منطقهٔ بیرونی شهر سیمرمینگ قرار گرفته‌است.

## ویژگی چند آئینی
در گورستان مرکزی وین علاوه بر بخش کاتولیک، یک بخش پروتستان؛ که در سال ۱۹۰۴ افتتاح شده، و دو قبرستان ویژهٔ یهودیان نگهداری می‌شود؛ اگرچه از این دو، قبرستان قدیمی‌تر، تأسیس شده در سال ۱۸۶۳، در طول کریستال‌ناخت شب‌های بلورین توسط نازی‌ها تخریب شد، اما حدود ۶۰٬۰۰۰ قبر سالم باقی مانده‌است. بایگانی قبرستان نشان می‌دهد که تا ۱۰ ژوئیهٔ ۲۰۱۱ تعداد دفن یهودیان ۷۹٬۸۳۳ بوده‌است. دومین قبرستان یهودیان در سال ۱۹۱۷ ساخته شد و امروزه نیز مورد استفاده قرار می‌گیرد. تا ۲۱ نوامبر ۲۰۰۷، تعداد ۵۸٬۸۰۴ دفن یهودیان در این بخش جدید صورت گرفته‌است.
از سال ۱۸۷۶، مسلمانان در گورستان مرکزی وین به خاک سپرده شده‌اند. برخلاف رسم و رسوم اسلامی، مردگان طبق قوانین اتریش در یک تابوت دفن می‌شوند؛ نه فقط دفن در کفن. افتتاح گورستان اسلامی جدید «جامعه ایمان اسلامی» در ۳ اکتبر ۲۰۰۸ در لی‌سینگ انجام شد که در منطقهٔ ۲۳ وین قرار دارد.

## ایرانیان خاک شده
- سیاوش کسرایی (Gruppe 33E, Reihe 3, Grab 30)[۲]